# 哈靈根

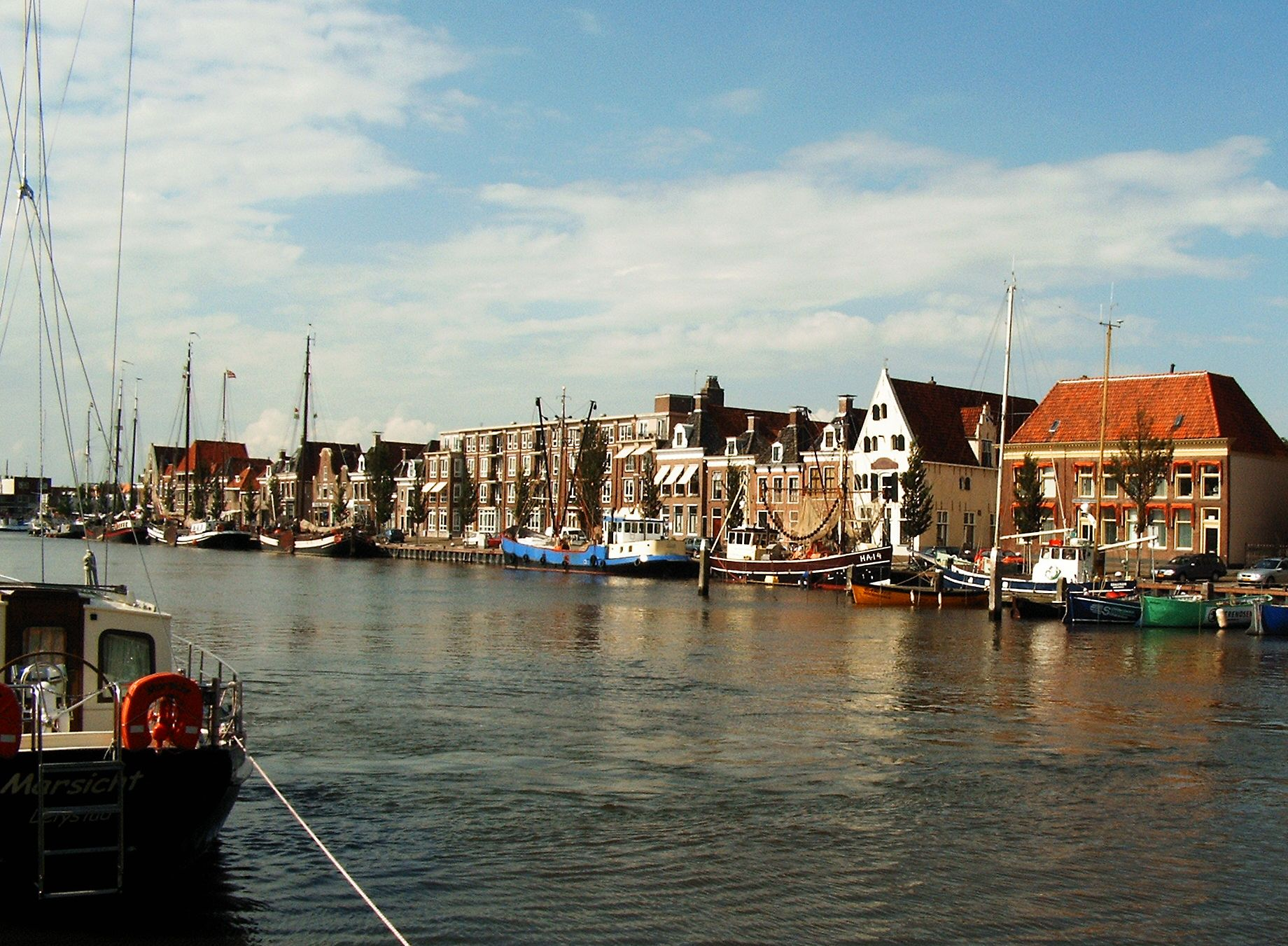

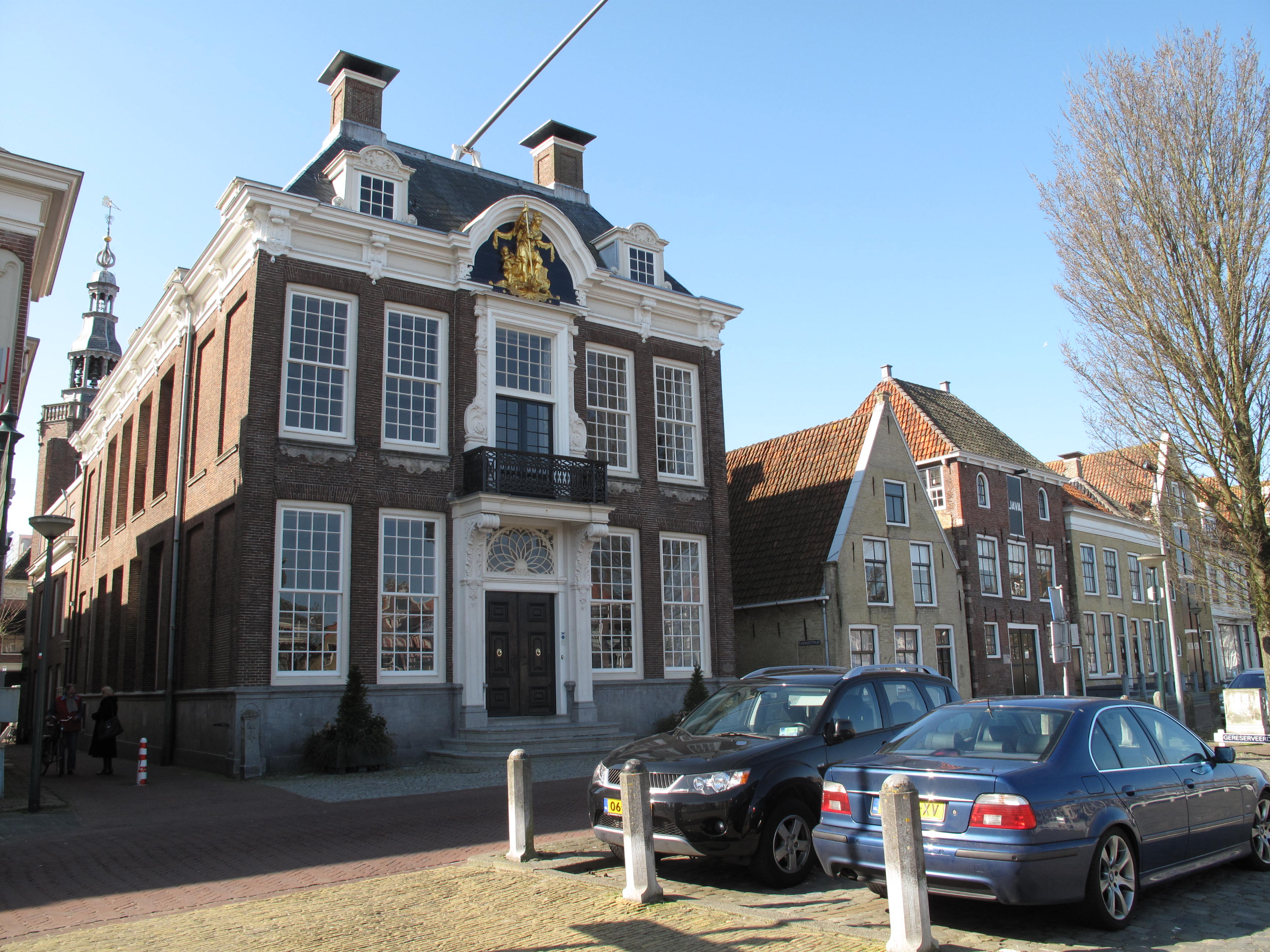

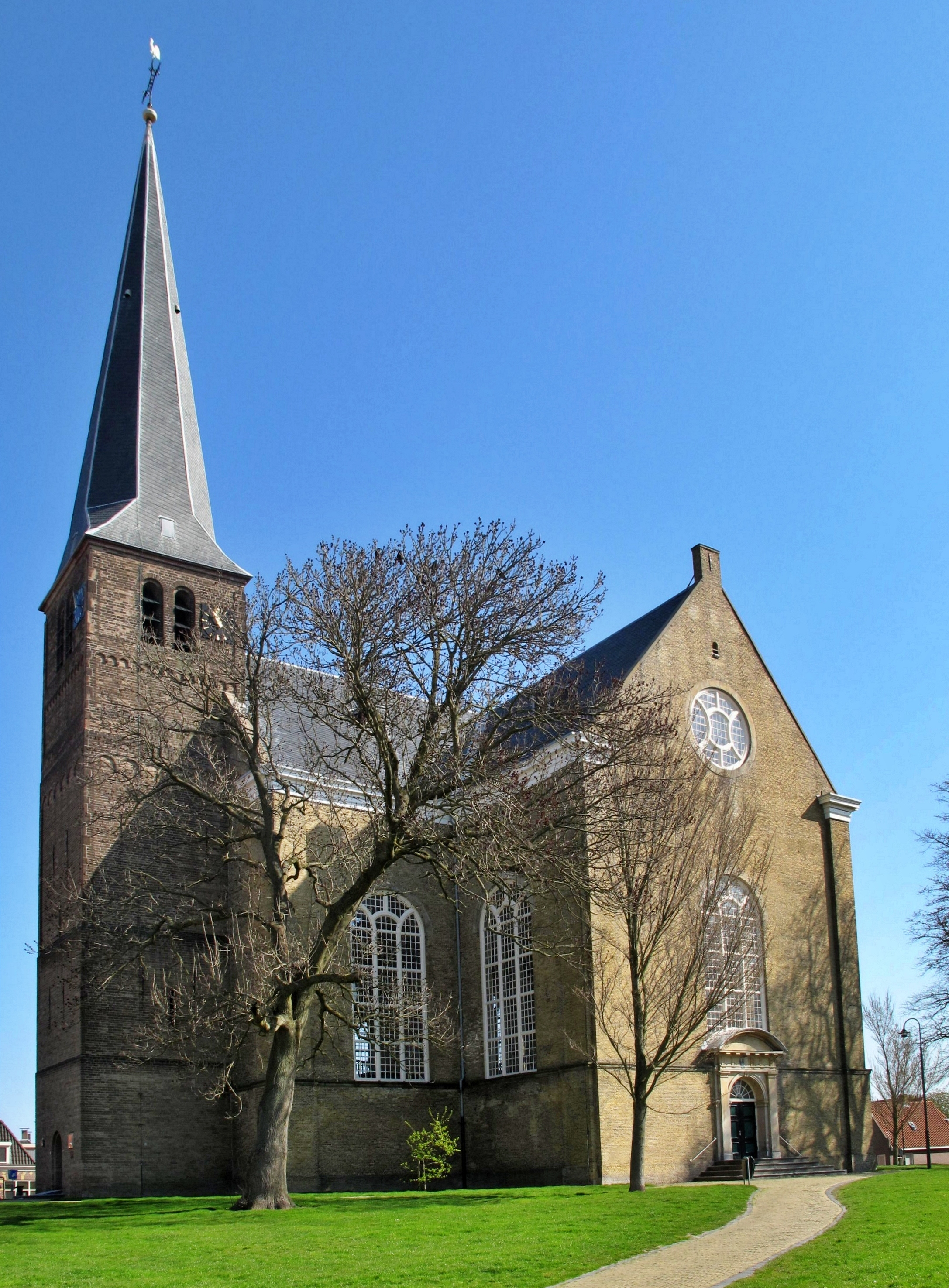

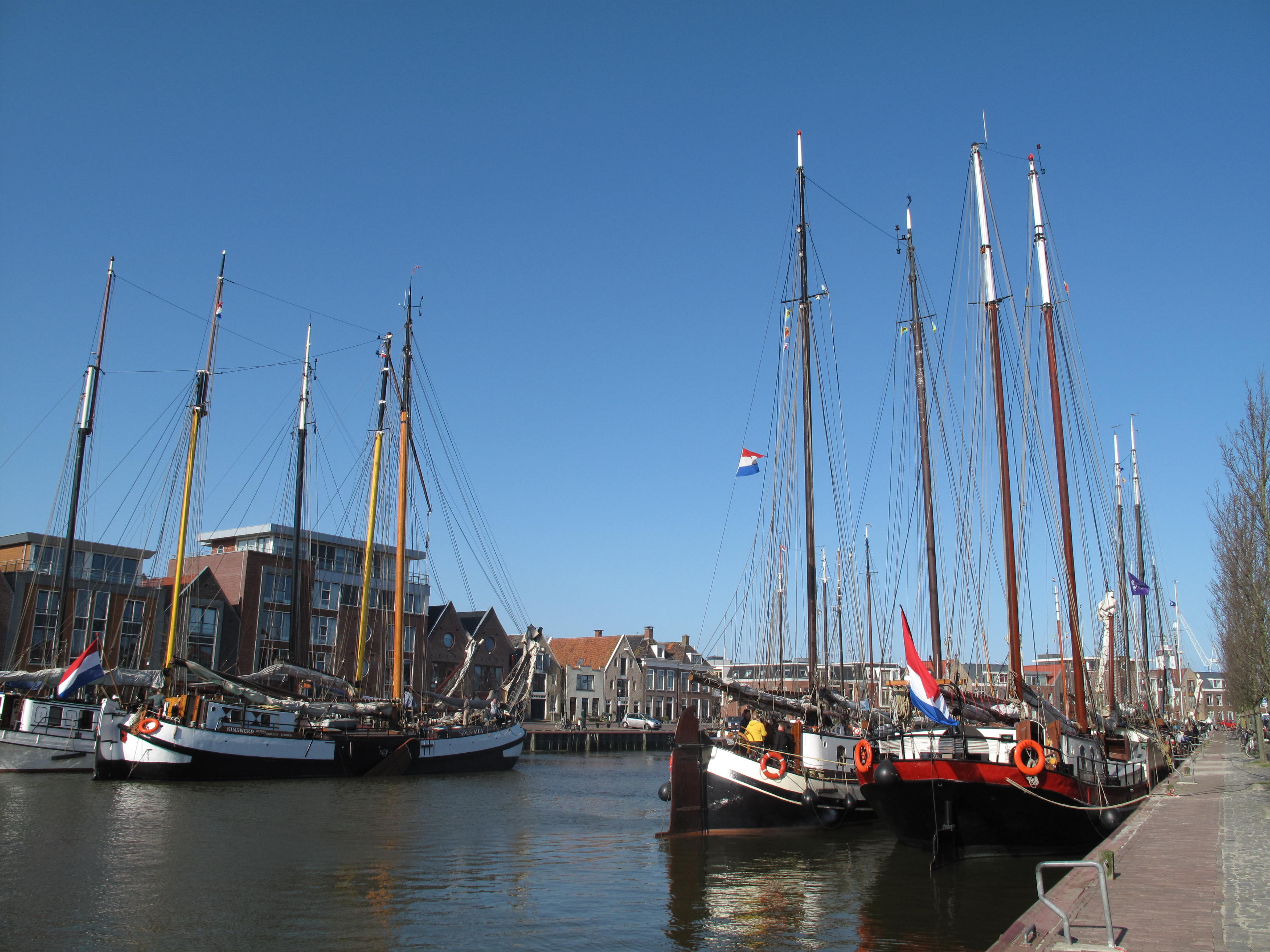

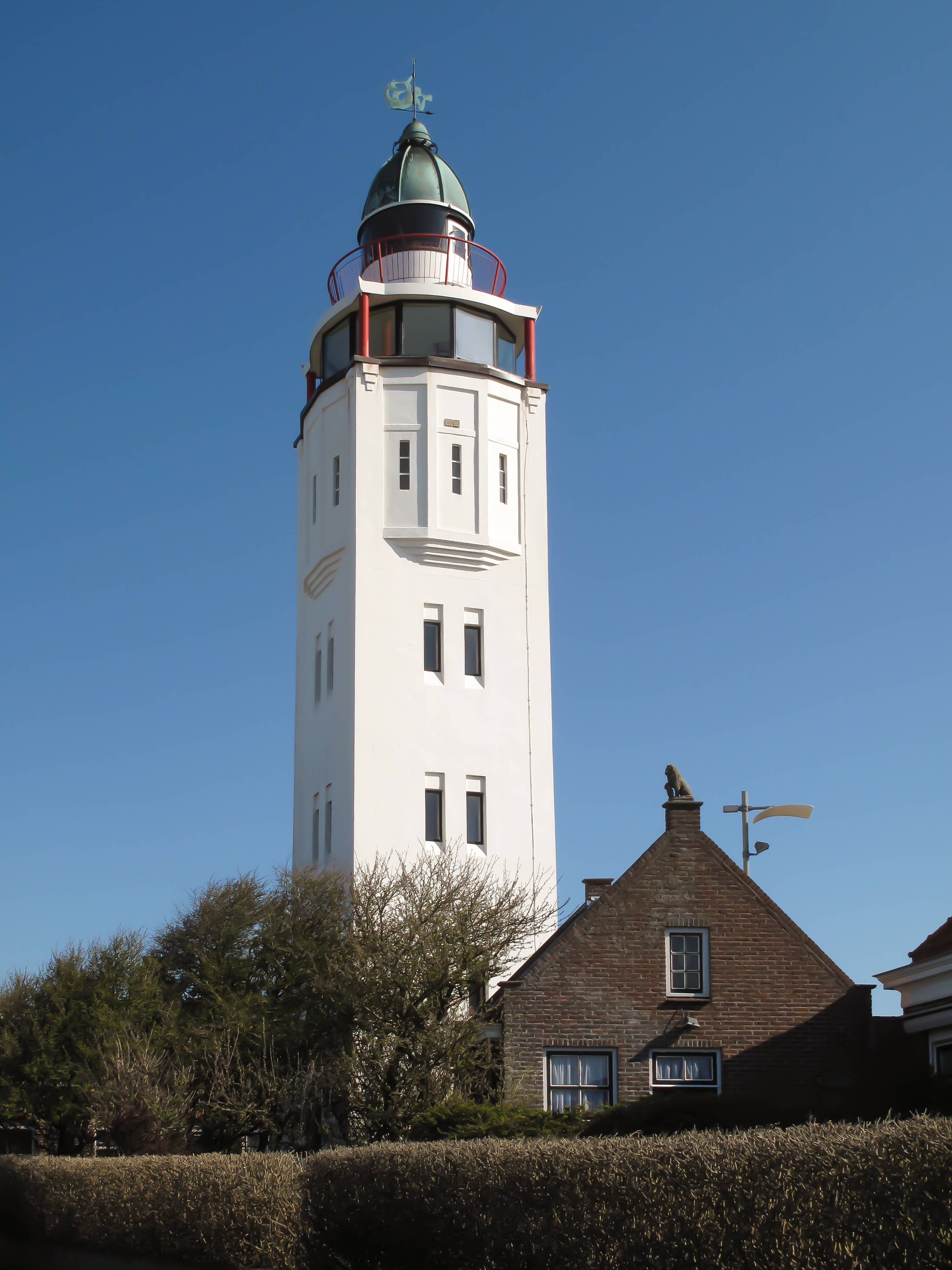

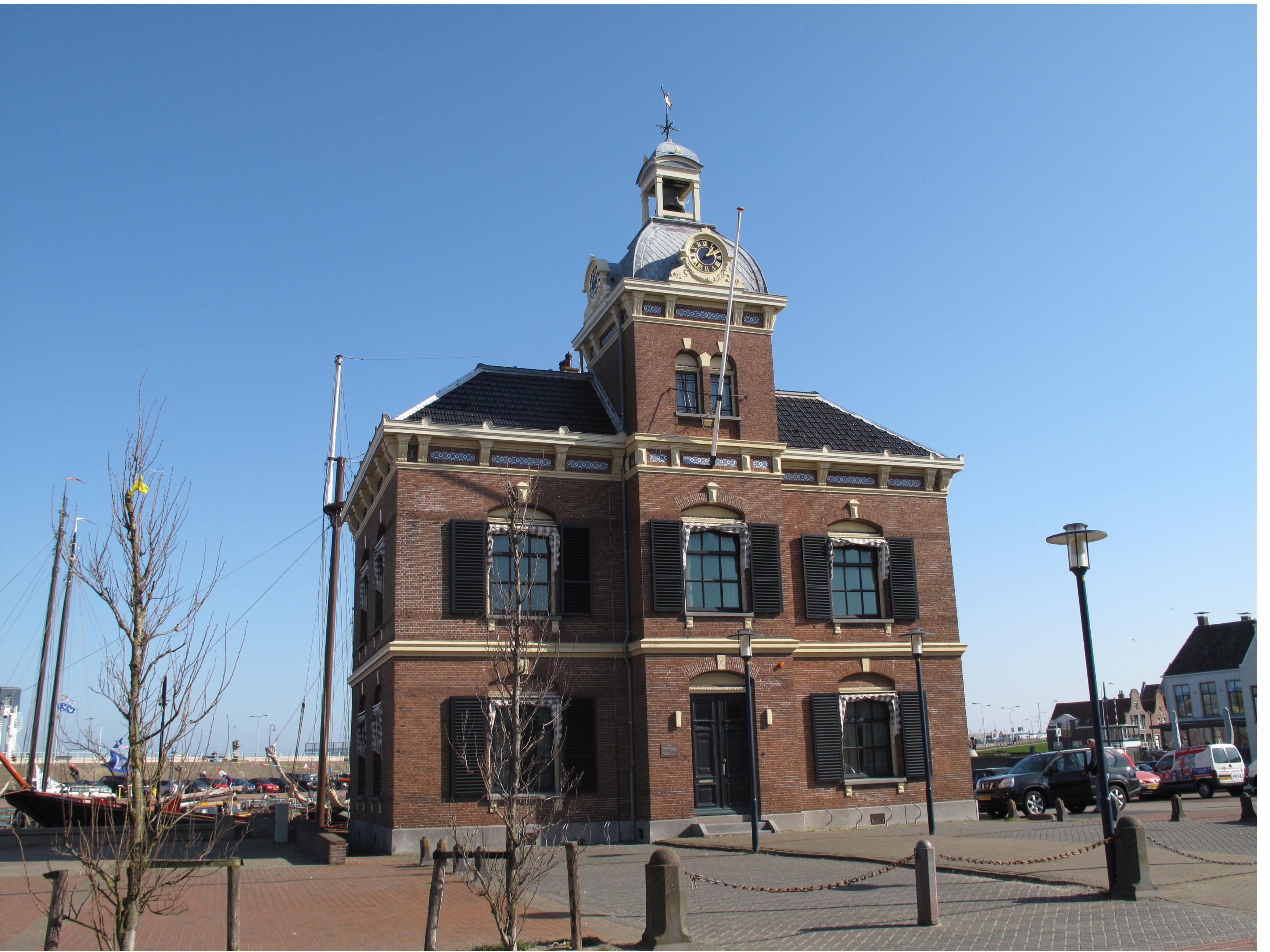

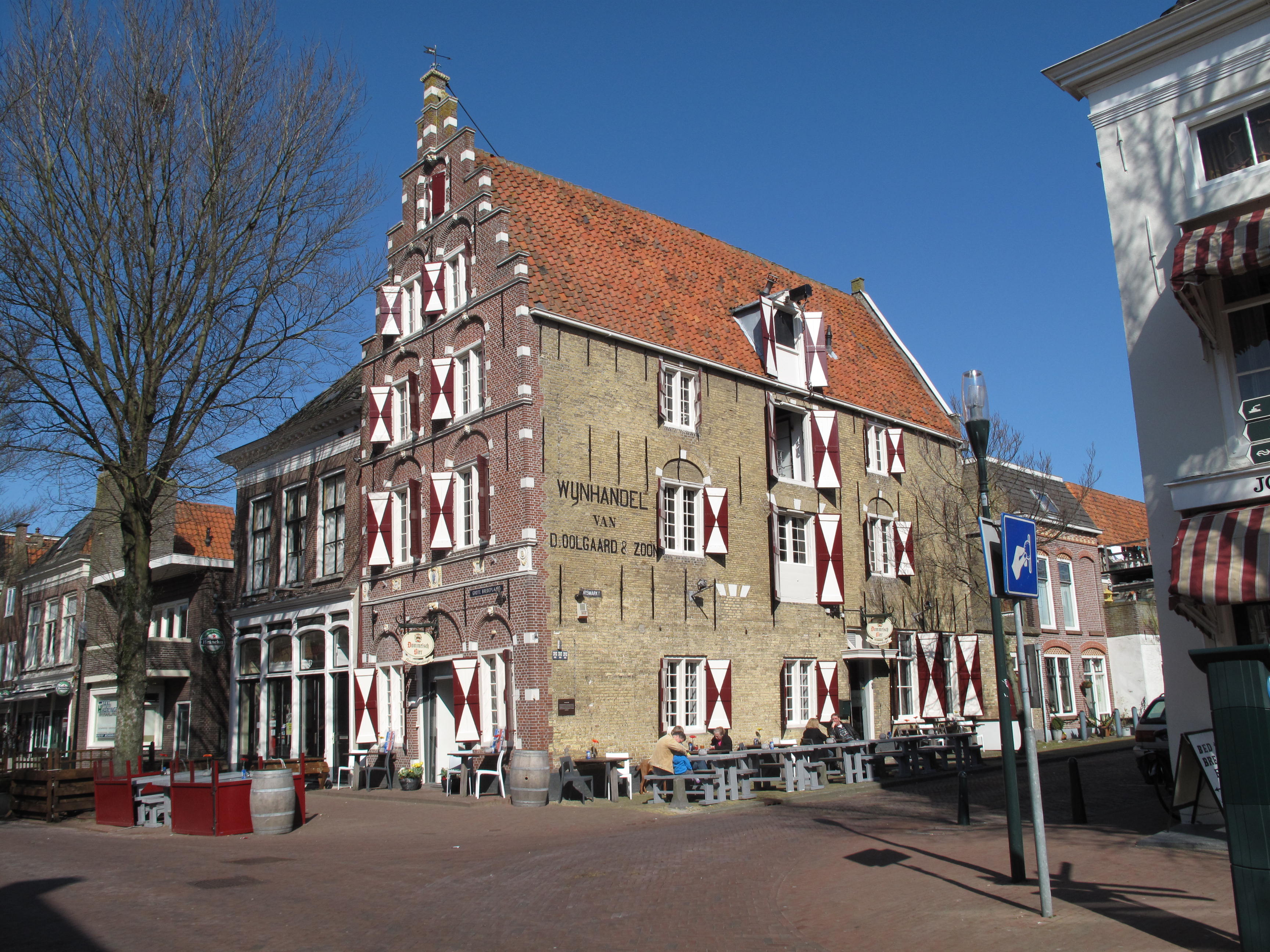

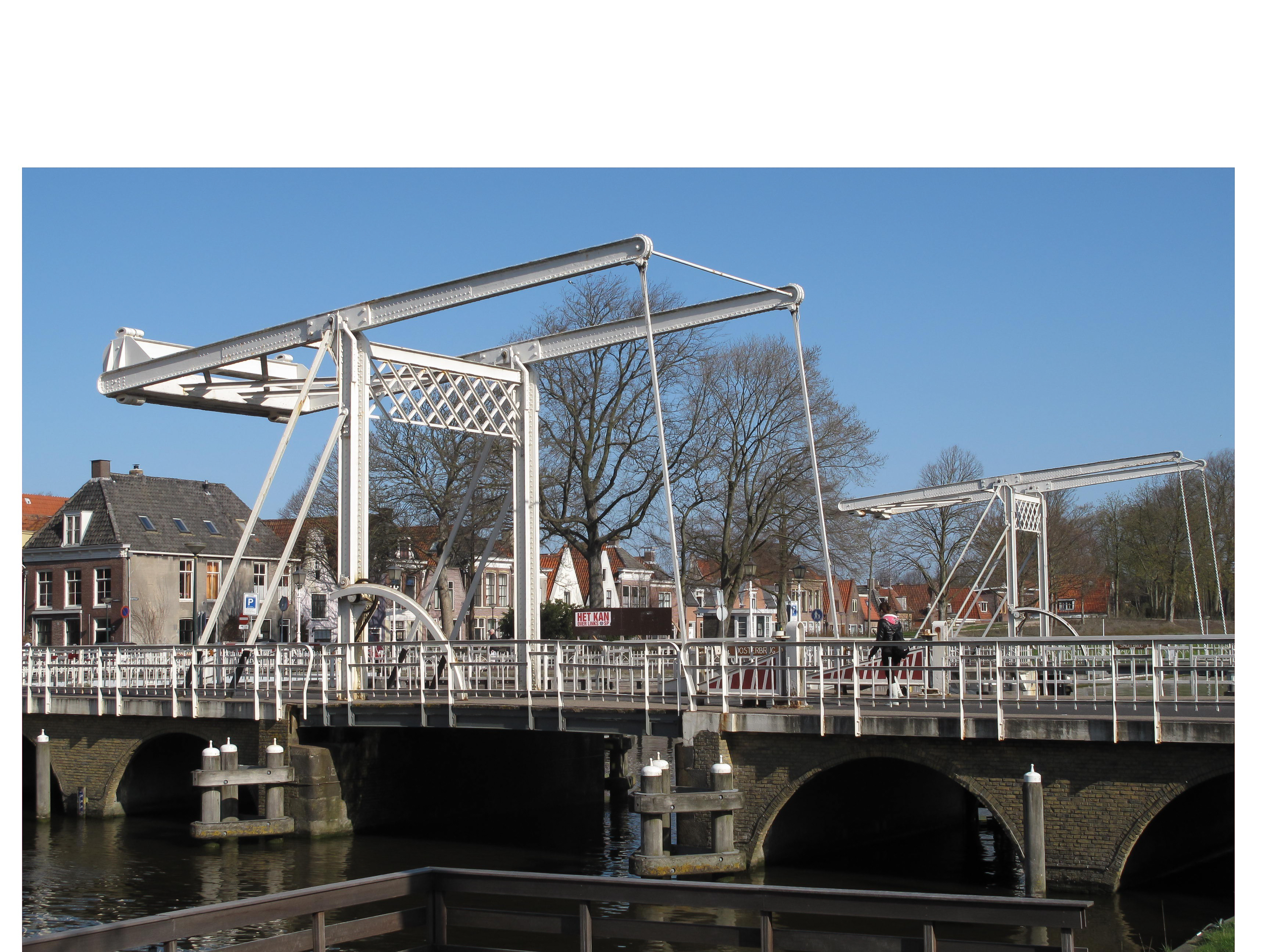

哈靈根（荷兰语：Harlingen）是荷蘭弗里斯兰省的一座城市，也是同名市镇的首府，位於該國西北部瓦登海沿岸，面積25.18平方公里，主要經濟活動有農業、漁業和旅遊業，2007年人口15,450。

## 外部連結
- Official website (English)

53°11′N 5°25′E / 53.183°N 5.417°E